# Augustin Šenkýř
Augustin Šenkýř, vlastní křestní jméno Václav, psán také Schenkirz (26. prosince 1736 Dobruška – 16. ledna 1796 Praha) byl český hudební skladatel, varhaník, gambista a houslista.

## Život
Narodil se v Dobrušce. O jeho vzdělání v mládí není mnoho známo. V roce 1764 složil slavné sliby u emauzských benediktinů a o rok později byl vysvěcen na kněze.
Byl ředitelem kůru v Emauzském klášteře v Praze. Byl znamenitý varhaník, houslista a hráč na violu da gamba. Pro tento nástroj napsal i školu hry: Fundament für die Viola da gamba. Proslul také jako pedagog. Mimo jiné byl učitelem hudebního skladatele Františka Josefa Dusíka.

## Dílo
Jeho tvorba byla ve své době velmi oblíbená. Dochovalo se mnoho chrámových skladeb v pražských klášterech a chrámech, ale i v Roudnici, Klatovech, Želivě, Chocni, Broumově a Žamberku. Slohově je představitelem pozdního baroka. Zpěvná melodika, často s prvky lidové hudby. Převažuje homofonie, jen místy uslyšíme polyfonně zpracované části.
Na koncertech jsou dodnes uváděny např.:
- Aria pastoralis pro alt, komorní orchestr a varhany.
- Haec die festiva
- Ofertorium ex D pro omni Festivitate Laudate Deum nostrum
- Festa sanctorum
- Aria pastoralis „In Betlehem, pastores, natus est Jesulus“